# Acanthoscurria tarda
Acanthoscurria tarda é uma espécie de aranha pertencente à família Theraphosidae (tarântulas).